# Siobhan Fallon Hogan
Siobhan Fallon Hogan (Syracuse, 13 maggio 1961) è un'attrice statunitense.

## Filmografia parziale

### Cinema
- Forrest Gump, regia di Robert Zemeckis (1994)
- Only You - Amore a prima vista (Only You), regia di Norman Jewison (1994)
- Men in Black, regia di Barry Sonnenfeld (1997)
- Il negoziatore (The Negotiator), regia di F. Gary Gray (1998)
- Il mio campione (A Cool, Dry Place), regia di John N. Smith (1998)
- 1 km da Wall Street (Boiler Room), regia di Ben Younger (2000)
- L'asilo dei papà (Daddy Day Care), regia di Steve Carr (2003)
- Dogville, regia di Lars von Trier (2003)
- Holes - Buchi nel deserto (Holes), regia di Andrew Davis (2003)
- La tela di Carlotta (Charlotte's web), nel ruolo di Edith Zuckerman. Regia di Gary Winich (2006)
- Funny Games, regia di Michael Haneke (2007)
- New in Town, regia di Jonas Elmer (2009)
- Il cacciatore di ex (The Bounty Hunter), regia di Andy Tennant (2010)
- ...e ora parliamo di Kevin (We Need to Talk about Kevin), regia di Lynne Ramsay (2011)
- Insospettabili sospetti (Going in Style), regia di Zach Braff (2017)
- La casa di Jack (The House That Jack Built), regia di Lars von Trier (2018)
- Arrivederci professore (The Professor), regia di Wayne Roberts (2018)
- Clifford - Il grande cane rosso (Clifford the Big Red Dog), regia di Walt Becker (2021)
- Eileen, regia di Will Oldroyd (2023)

### Televisione
- Seinfeld - serie TV, episodio 5x22 (1994)
- Wayward Pines - serie TV (2015)

## Doppiatrici italiane
- Stefanella Marrama in Only You - Amore a prima vista, L'asilo dei papà, Il cacciatore di ex, Il negoziatore, Holes - Buchi nel deserto
- Paola Giannetti in La tela di Carlotta, Un giorno questo dolore ti sarà utile
- Isabella Pasanisi in Forrest Gump
- Tiziana Avarista in Men in Black
- Valeria Perilli in Funny Games
- Alessandra Korompay in New in Town - Una single in carriera
- Cristiana Lionello in ...e ora parliamo di Kevin
- Diana Anselmo in Il mio campione
- Stefania Romagnoli in Insospettabili sospetti
- Marina Tagliaferri in La casa di Jack
- Antonella Giannini in Dancer in the Dark
- Rossella Acerbo in Clifford - Il grande cane rosso
- Alessandra Cassioli in Eileen